# Pic de Medacorba
El Pic de Medacorba és un cim de 2.905,3 metres dels Pirineus, que es troba al trifini entre Catalunya, Andorra i França.
Aquest cim està inclòs al llistat dels 100 cims de la FEEC.